# Edmund Gerber
Edmund Gerber (* 2. August 1988 in der Kasachischen SSR) ist ein deutscher Boxer im Schwergewicht. Er siedelte im Alter von 15 Jahren mit seiner Familie nach Deutschland aus. Gerber ist wohnhaft in Schwerin.

## Amateurkarriere
Gerber wurde auf nationaler Ebene 2006 Deutscher Juniorenmeister im Schwergewicht sowie 2007 Deutscher Vizemeister der Junioren im Superschwergewicht.
Im Juni 2005 gewann er im ungarischen Siófok, die 10. Kadetten-Europameisterschaften im Schwergewicht. Er besiegte dabei Sergey Barodich aus Belarus, Arman Ataljan aus Armenien, Aleksandar Aleksić aus Österreich und Rustan Shamilow aus Aserbaidschan. Im Juni 2006 gewann er eine Bronzemedaille im Schwergewicht, bei den 1. Junioren-EU-Meisterschaften in Rom. Er unterlag dabei im Halbfinale dem Türken Remzi Özbek nach Punkten.
Insgesamt bestritt er 72 Amateurkämpfe, bei 62 Siegen und nur 10 Niederlagen.

## Profikarriere
Sein Profidebüt gab Gerber beim Punktsieg über Jevgenijs Stamburskis am 11. Oktober 2007. Es folgten acht weitere Siege, die kaum Aufmerksamkeit erregten. Dies änderte sich am 30. Januar 2010, als er den erfahrenen René Dettweiler als erster Boxer durch K. o. in der 2. Runde besiegen konnte. Nach der Niederlage gegen Dereck Chisora um den vakanten Europameisterschaftstitel im März 2013 wurde bekanntgegeben, dass Gerber seine Karriere beenden würde. 2014 jedoch kehrte er zurück und errang am 7. Juli den International Silver Heavyweight Title der WBA gegen den Mexikaner Vicente Sandez.
Edmund Gerber stand beim Sauerland-Boxstall unter Vertrag.

## Kampfbilanz
| Jahr | Tag           | Ort                                                  | Gegner                   | Ergebnis für Gerber                   |
| ---- | ------------- | ---------------------------------------------------- | ------------------------ | ------------------------------------- |
| 2007 | 11. Oktober   | Arena Gym, Hamburg, Deutschland                      | Jevgenijs Stamburskis    | Sieg / Punktsieg (4 Runden)           |
| 2007 | 17. November  | Sporthalle „Neue Zeit“, Schwedt, Deutschland         | Klaids Kristapsons       | Sieg / TKO 2. Runde                   |
| 2007 | 23. Dezember  | Maritim Hotel, Halle (Saale), Deutschland            | Aleh Dubiaha             | Sieg / Punktsieg (4 Runden)           |
| 2008 | 14. März      | Zenith, München, Deutschland                         | Ergin Solmaz             | Sieg / Punktsieg (4 Runden)           |
| 2008 | 07. Juni      | Karl Eckel Halle, Hattersheim am Main, Deutschland   | Stanislav Lukyanchikov   | Sieg / TKO 4. Runde                   |
| 2009 | 09. Mai       | Jako-Arena, Bamberg, Deutschland                     | Enrico Garmendia         | Sieg / TKO 3. Runde                   |
| 2009 | 03. Juli      | Tent Reinaert Veld, Hyfte-Lochristi, Belgien         | Frank Wuestenberghs      | Sieg / KO 1. Runde                    |
| 2009 | 19. September | Jahnsportforum, Neubrandenburg, Deutschland          | Marcel Zeller            | Sieg / TKO 6. Runde                   |
| 2009 | 07. November  | Arena Nürnberger Versicherung, Nürnberg, Deutschland | Shawn McLean             | Sieg / TKO 1. Runde                   |
| 2010 | 30. Januar    | Jahnsportforum, Neubrandenburg, Deutschland          | René Dettweiler          | Sieg / TKO 2. Runde                   |
| 2010 | 24. April     | MCH Messecenter Herning, Herning, Dänemark           | Samir Kurtagic           | Sieg / Punktsieg (8 Runden)           |
| 2010 | 22. Oktober   | EKZ „Helle Mitte“, Marzahn-Hellersdorf, Deutschland  | Lee Swaby                | Sieg / KO 4. Runde                    |
| 2010 | 13. November  | M.E.N. Arena, Manchester, Großbritannien             | Colin Kenna              | Sieg / TKO 1. Runde                   |
| 2011 | 12. Februar   | Herning Kongrescenter, Herning, Dänemark             | Paul Butlin              | Sieg / Punktsieg (8 Runden)           |
| 2011 | 07. Mai       | Jahnsportforum, Neubrandenburg, Deutschland          | Carl Baker               | Sieg / TKO 1. Runde                   |
| 2011 | 04. Juni      | Parken, Kopenhagen, Dänemark                         | Zack Page                | Sieg / Punktsieg (8 Runden)           |
| 2011 | 01. Oktober   | Jahnsportforum, Neubrandenburg, Deutschland          | Yohan Banks              | Sieg / KO 8. Runde                    |
| 2011 | 03. Dezember  | Hartwall Areena, Helsinki, Finnland                  | Marcus McGee             | Sieg / KO 1. Runde                    |
| 2012 | 25. Februar   | Porsche-Arena, Stuttgart, Deutschland                | Oleksiy Mazikin          | Sieg / TKO 6. Runde                   |
| 2012 | 05. Mai       | Messehalle, Erfurt, Deutschland                      | Maurice Harris           | Sieg / Punktsieg (8 Runden)           |
| 2012 | 15. September | Stechert Arena, Bamberg, Deutschland                 | Michael Sprott           | Sieg / TKO 4. Runde                   |
| 2012 | 03. November  | Gerry-Weber-Stadion, Halle (Westf.), Deutschland     | Darnell Wilson           | Sieg / Punktsieg (8 Runden)           |
| 2012 | 15. Dezember  | Arena Nürnberger Versicherung, Nürnberg, Deutschland | Michael Sprott           | Niederlage / Punktniederlage (10 Rd.) |
| 2013 | 24. März      | GETEC Arena, Magdeburg, Deutschland                  | Gbenga Oloukun           | Sieg / Punktsieg (8 Runden)           |
| 2013 | 21. September | Queen Elizabeth Olympic Park, London, Großbritannien | Dereck Chisora           | Niederlage / TKO 5. Runde             |
| 2014 | 06. Juli      | Ahmat Arena, Grosny, Russland                        | Vicente Sandez           | Sieg / TKO 2. Runde                   |
| 2015 | 11. Juli      | GETEC Arena, Magdeburg, Deutschland                  | Lubos Sudaz              | Sieg / TKO 5. Runde                   |
| 2016 | 05. März      | Colosseum Sport Hall, Grosny, Russland               | Brian Minto              | Sieg / TKO 2. Runde                   |
| 2018 | 10. März      | Stadthalle, Gütersloh, Deutschland                   | Gabriel Enguema Bacaicoa | Sieg / Punktsieg (8 Runden)           |
| 2018 | 27. Mai       | Gildhaus, Lüchow, Deutschland                        | Samir Barakovic          | Sieg / TKO 2. Runde                   |